# Fabian Kommerell
Fabian Kommerell (* um 1504 wahrscheinlich in Straßburg; † 6. August 1594 in Tübingen) war ein Bäcker in Tübingen. Er war zudem ein Ratsverwandter.

## Leben
Fabian Kommerell war sehr wahrscheinlich ein Sohn des aus Pforzheim (* um 1470) stammenden, aber inzwischen in Straßburg beheimateten Bäckers Valentin (Veltin) Kommerell und dessen Frau Maria Salome. Fabian Kommerell war zweimal verheiratet. Mit seiner ersten Frau († vermutlich 1555), die namentlich nicht bekannt ist, hatte er zwei Söhne. Seine zweite Frau, die er an Ostern 1556 heiratete, war die jung verwitwete Anna Möglin geb. Seckler (1. Ehe an Ostern 1553 mit Hans Möglin aus Kirchheim u. T.), Tochter von Hans Seckler aus Lustnau. Mit ihr hatte er neun Kinder, von denen drei im Kindesalter verstarben. Unter den sechs verbliebenen Kindern waren zwei Söhne.
Kommerell wohnte spätestens seit 1536 ständig in Tübingen. (Zum ersten Mal wird er in Tübingen in einer Musterungsliste von 1536 erwähnt.) Er war Bürger der Stadt (urkundlich eindeutig erst 1592 bezeugt), wo er als Bäcker arbeitete. Da er Ansehen genoss, was man an den Ehen seiner Töchter Anna und Agnes mit gebildeten Männern ablesen kann, wurde er als Gerichtsverwandter in den Rat aufgenommen. Mit seinen vier Söhnen war er der Gründer der später so einflussreichen Tübinger Linie der Familie Kommerell.

## Kinder
mit der ersten Frau
- Anastasius (* um 1550; † 7. Mai 1611 in Kilchberg), Pfarrer
- Nicolaus (* um 1550; † 3. Oktober 1610 in Tübingen), Tuchmacher

mit der zweiten Frau, Anna geb. Seckler
- Johannes Baptist (* 30. Januar 1559; † als Baby)
- Johannes (* vermutlich 1561; † 25. Mai 1602 in Tübingen), Bäcker
- Veronica (* 14. Mai 1562; † 8. Mai 1599 in Tübingen, ⚭ 1586 Schuhmacher Marx Löffler, der 1596 Ratsverwandter wurde)
- Magdalena (* 4. Juni 1564; † 29. Dezember 1637 in Tübingen; 1. ⚭ 1584 Michael Deublin, 2. ⚭ 1591 Schneider Johann Kohler aus Dagersheim, 3. ⚭ 1612 Holzverwalter und Ratsverwandter David Baumann)
- Anna (* 21. Juni 1566; † vor 1605; ⚭ 1591 Georg(ius) Glareanus, Diakon in Gruibingen, Pfarrer in Oberurbach, Oßweil und Kirchberg. Der mit Glareanus befreundete Johannes Kepler trug bei der Hochzeit des Paares ein lateinisches Gedicht vor.[4])
- Agnes (* 31. Juli 1569; † vor Mitte 1595, ⚭ Erasmus Grüninger, Diakon in Kirchheim unter Teck, Dekan in Cannstatt, Abt in Maulbronn, Propst in Stuttgart)
- Christoph (* 28. August 1571; † 29. Dezember 1642), Weißgerber
- Hieronymus (* 28. Dezember 1573; † vor 1576)
- Hieronymus (* 6. Mai 1576; † als Kind)